# Silviu Bălace
Silviu Bălace (n. 11 noiembrie 1978, Caracal, Olt, România) este un jucător român de fotbal retras din activitate, cunoscut pentru activitatea de la clubul Poli Timișoara. Și-a făcut debutul în Liga I la data 24 mai 1997 jucând pentru FC Universitatea Craiova.

## Carieră

### Poli AEK Timișoara
După scurta sa încercare de la Reșița, Bălace a semnat în ianuarie 2003 cu nou-promovata, Poli AEK Timișoara. El a debutat pe 16 aprilie într-un derby împotriva echipei rivale, UTA Arad. A terminat sezonul fără să marcheze un gol, Poli totuși rămânând în Liga I.
Pe 1 noiembrie 2003, a marcat primul său gol pentru Poli Timișoara, într-o victorie 3-0 împotriva FC Brașov. Pe 9 aprilie 2004, a asistat la cea mai umilitoare înfrângere a Politehnicii, 1-8 cu Steaua București. După apariții reușite la Timișoara, fanii l-au numit "Nedved din Banat" după înfățișarea lui Pavel Nedvěd. De asemenea, după ce s-a transferat la Dinamo București, a fost numit și de fanii de acolo, "Nedved din Ștefan cel Mare".

### Dinamo București
După ce a avut un conflict cu patronul Marian Iancu, pe 19 decembrie 2006 a semnat cu Dinamo București pentru suma de 200.000 de euro. Pe 14 februarie, și-a făcut debutul pentru Dinamo împotriva celor de la Benfica Lisabona, în Cupa UEFA. Chiar dacă și-a ajutat echipa să câștige campionatul după 3 ani, a fost pus pe lista de transferuri.

### FC Vaslui
După încercarea nereușită de la Dinamo București a fost vândut la FC Vaslui în iunie 2007 pentru 350.000 de euro. El a debutat într-un meci cu UTA Arad, terminat 2-2. Bălace a marcat primul său gol pe 5 august 2007, într-o victorie 2-0 cu Dinamo. Pe 30 martie 2008, a fost trimis la echipa secundă după ce a fost acuzat de Adrian Porumboiu de aranjarea unui meci cu Steaua București. Chiar dacă au fost reprimiți după 5 zile, au stat tot restul sezonului pe banca de rezerve.
Pe 1 februarie 2010, a fost împrumutat la FC Universitatea Craiova până la finalul sezonului. Chiar dacă la finalul sezonului și-a exprimat dorința de a rămâne la Craiova, s-a întors la Vaslui. Cu ei a jucat în calificările pentru Liga Campionilor UEFA. După un meci cu FC Twente din august 2011, a fost considerat cel mai bun jucător al Vasluiului. Echipa a reușit să se califice în grupele UEFA Europa League, după o victorie cu Sparta Praga.

### ACS Poli Timișoara
După desființarea Politehnicii Timișoara, autoritățile orașului au fondat noul club, ACS Poli Timișoara. Bălace a acceptat această provocare și a jucat 20 de meciuri în Liga a II-a. S-a  retras în 2015.

## Statistici
Statistici la data de 9 noiembrie 2013
| Club           | Sezon         | Campionat | Campionat | Cupă    | Cupă   | Europa  | Europa | Total   | Total  |
| Club           | Sezon         | Meciuri   | Goluri    | Meciuri | Goluri | Meciuri | Goluri | Meciuri | Goluri |
| -------------- | ------------- | --------- | --------- | ------- | ------ | ------- | ------ | ------- | ------ |
| CSM Reșița     | 2002–03       | 13        | 1         | 1       | 0      | 0       | 0      | 14      | 1      |
| CSM Reșița     | Total         | 13        | 1         | 1       | 0      | 0       | 0      | 14      | 1      |
| Poli Timișoara | 2002–03       | 7         | 0         | 0       | 0      | 0       | 0      | 7       | 0      |
| Poli Timișoara | 2003–04       | 13        | 2         | 3       | 2      | 0       | 0      | 16      | 4      |
| Poli Timișoara | 2004–05       | 27        | 1         | 1       | 1      | 0       | 0      | 28      | 2      |
| Poli Timișoara | 2005–06       | 29        | 5         | 2       | 0      | 0       | 0      | 31      | 5      |
| Poli Timișoara | 2006–07       | 19        | 0         | 2       | 1      | 0       | 0      | 21      | 1      |
| Poli Timișoara | Total         | 95        | 8         | 8       | 4      | 0       | 0      | 103     | 12     |
| Dinamo         | 2006–07       | 9         | 0         | 0       | 0      | 2       | 0      | 11      | 0      |
| Dinamo         | Total         | 9         | 0         | 0       | 0      | 2       | 0      | 11      | 0      |
| SC Vaslui      | 2007–08       | 28        | 1         | 0       | 0      | 0       | 0      | 28      | 1      |
| SC Vaslui      | 2008–09       | 14        | 0         | 2       | 0      | 2       | 0      | 18      | 0      |
| SC Vaslui      | 2009–10       | 5         | 0         | 1       | 0      | 4       | 0      | 10      | 0      |
| SC Vaslui      | Total         | 47        | 1         | 3       | 0      | 6       | 0      | 56      | 1      |
| U Craiova      | 2009–10       | 15        | 0         | 0       | 0      | 0       | 0      | 15      | 0      |
| U Craiova      | Total         | 15        | 0         | 0       | 0      | 0       | 0      | 15      | 0      |
| SC Vaslui      | 2010–11       | 16        | 1         | 0       | 0      | 0       | 0      | 16      | 1      |
| SC Vaslui      | 2011–12       | 4         | 1         | 0       | 0      | 3       | 0      | 7       | 1      |
| SC Vaslui      | Total         | 20        | 2         | 0       | 0      | 3       | 0      | 23      | 2      |
| ACS Poli       | 2012–13       | 20        | 2         | 0       | 0      | 0       | 0      | 20      | 2      |
| ACS Poli       | 2013–14       | 1         | 0         | 0       | 0      | 0       | 0      | 1       | 0      |
| ACS Poli       | Total         | 21        | 2         | 0       | 0      | 0       | 0      | 21      | 2      |
| Total carieră  | Total carieră | 220       | 14        | 12      | 4      | 11      | 0      | 243     | 18     |

## Palmares
Dinamo
- Liga I
  - Câștigători: 2006-2007

SC Vaslui
- Cupa UEFA Intertoto
  - Câștigători: 2008